# Amaterasu

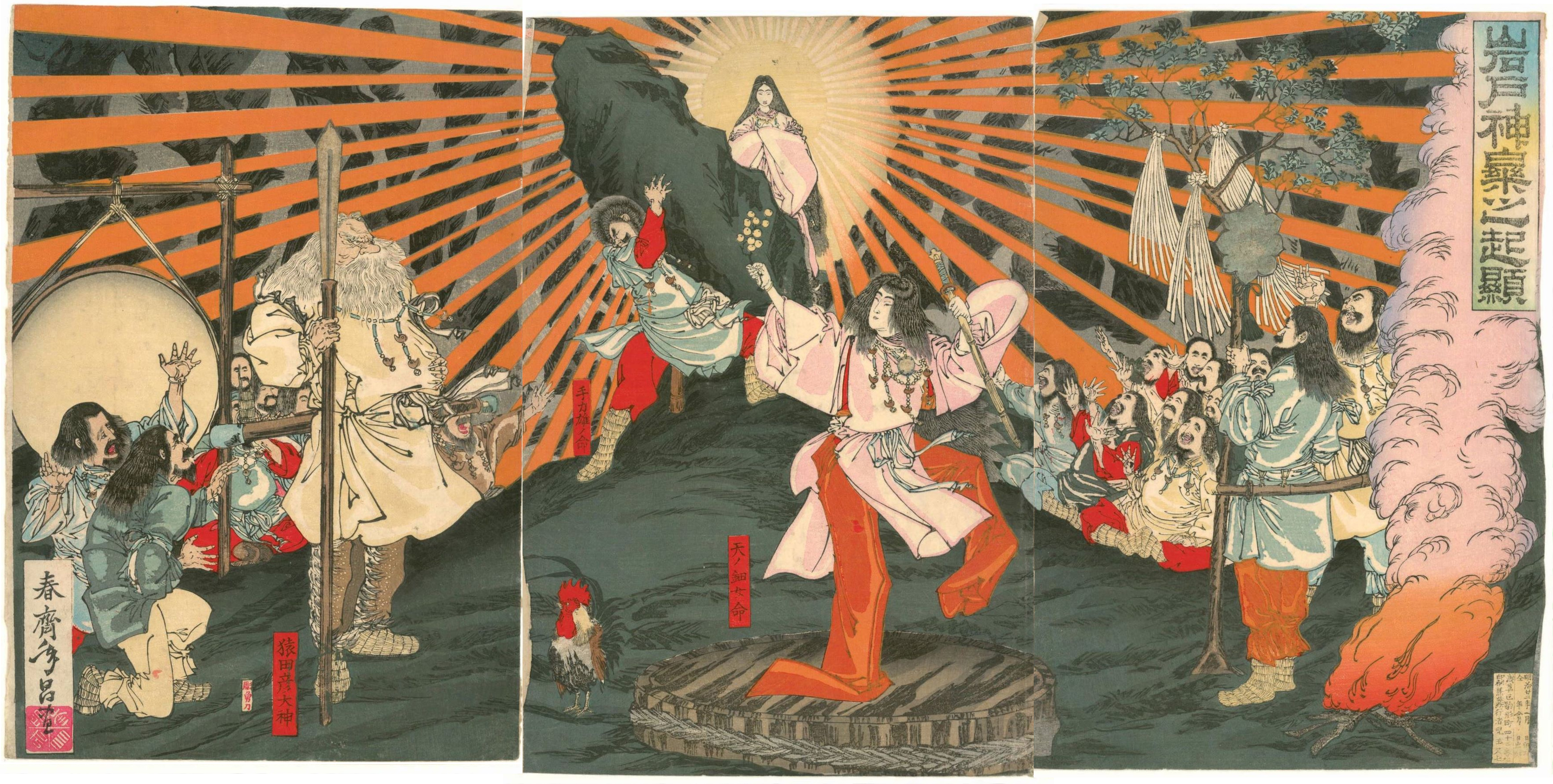
Amaterasu beim Verlassen ihrer Höhle

Amaterasu (japanisch 天照), mit vollem Namen Amaterasu-ō-mi-kami (天照大御神 „Große erhabene Gottheit, die den Himmel erleuchtet“, andere Namen siehe unten), ist die wichtigste Kami (Gottheit) des Shintō. Sie personifiziert die Sonne und das Licht und gilt als Begründerin des japanischen Kaiserhauses.
Gemäß dem Kojiki, der ältesten geschichtlichen und mythologischen Chronik Japans, wird Amaterasu durch das linke Auge des Gottes Izanagi geboren, als dieser sich in einem Fluss auf der heutigen Insel Kyūshū von den Befleckungen reinigt, die er sich im Land der Toten zugezogen hat. Gemeinsam mit ihrem Bruder Susanoo no Mikoto ist Amaterasu dazu ausersehen, die Herrschaft des Himmels (Takamanohara) von ihrem Vater Izanagi zu übernehmen.

## Amaterasu und Susanoo
Susanoo benimmt sich jedoch wie ein ungezogenes Kind und begeht eine Reihe von bösen Taten und Tabuverletzungen. Sein schlimmstes Vergehen: er wirft ein totes Pferd in die Heilige Webhalle, wo Amaterasu gerade am Webstuhl arbeitet, und tötet eine ihrer Dienerinnen. Amaterasu ist darüber so bestürzt, dass sie sich in eine Höhle einsperrt, worauf die Welt in Finsternis gehüllt wird. Die restlichen Götter versuchen, sie wieder aus der Höhle zu locken, und lassen zu diesem Zweck die Göttin Ama no Uzume vor der Höhle einen ziemlich obszönen und seltsamen Tanz aufführen. Das folgende Lachen und Lärmen weckt Amaterasus Neugier. Sie schiebt den Stein, der die Höhle verschließt, zur Seite und erblickt ihr eigenes Spiegelbild, denn die anderen Götter haben auch einen Spiegel (Yata no kagami) bereitgestellt. 
Über den weiteren Verlauf berichten die Quellen Unterschiedliches: Eine Version erzählt, dass der Spiegel durch die Schönheit Amaterasus zu leuchten beginnt und damit auch die Welt wieder hell wird. Eine andere berichtet, dass die Sonnengöttin ihr Spiegelbild nicht sofort erkennt und dieses bekämpfen will. Dazu muss sie aus der Höhle herauskommen und als sie das tut, versperren ihr die anderen Götter den Rückweg.
Susanoo aber wird auf die Erde verbannt, wo er ein irdisches Herrschergeschlecht gründet.

## Ahnherrin des Tennō-Geschlechts
Nachdem Susanoos Nachkommen die Herrschaft auf Erden übernommen haben, sendet Amaterasu ihren Enkelsohn Ninigi vom Himmel herab, um auch hier nach dem Rechten zu sehen. Die Machtübergabe vollzieht sich nicht ohne Drohungen, aber letztlich ohne Blutvergießen. Aus einer Verbindung eines Nachkommen des Ninigi mit einer Tochter des Drachenkönigs geht schließlich der erste menschliche Herrscher und somit Ahnherr des japanischen Kaiserhauses hervor. Es ist Jimmu, der mythologische erste Tennō von Japan, ein Urenkel Ninigis. In der Folge führen alle japanischen Kaiser ihren Ursprung – und ihre Autorität – auf Amaterasu zurück. Der Ise-Schrein, der Hauptschrein dieser Gottheit, befindet sich in Ise, etwas abseits der ehemaligen Hauptstadt Kyōto. Amaterasus Emblem, das in diesem Schrein aufbewahrt wird, ist ein Spiegel. Der Schrein selbst wird alle zwanzig Jahre abgerissen und neu aufgebaut.

## Geschlecht
Die Tatsache, dass die Sonnengottheit in Japan als weibliche Gottheit gilt, ist ein Ausnahmefall in der vergleichenden Mythenforschung. Verschiedene Ursachen werden dafür geltend gemacht. Unter anderem wird spekuliert, dass Amaterasu ursprünglich männlich gedacht wurde. Als die japanischen Götter- und Ursprungsmythen in den Büchern Kojiki (712) und Nihonshoki (720) gesammelt wurden, war Kaiserin Jitō an der Macht. Einige Forscher vermuten, dass Amaterasu deswegen als weibliche Gottheit dargestellt wurde, um den Herrschaftsanspruch der Kaiserin zu unterstreichen. Andere Forscher verweisen auf andere weibliche Sonnengottheiten, unter anderem Sunna in der germanischen Mythologie.

## Namen
Wie viele andere Kami hat auch Amaterasu je nach Kontext und Aspekt eine Reihe verschiedener Namen: 
- Amatera-shimasu-sume-ō-mi-kami
- Amaterasu-ō-hiru-me-no-mikoto
- Amaterasu-sume-ō-mi-kami
- Amateru-mitama-no-mikoto
- Dainichi-nyōrai (ebenfalls der Name für den Adibuddha Vairocana, den Sonnengleichen. Dies ist eine oft vorgenommene Identifizierung innerhalb des Shinbutsu-Shūgō)
- Hiko-ho-akari-no-mikoto
- Ō-hiru-me-muchi-no-mikoto
- Ō-hiru-me-no-muchi
- Shinmei (auch ein herkömmlicher Name für Kami im Allgemeinen)
- Tenshō-daijin
- Tenshō-kō-daijin
- Tsuki-sakaki-izu-no-mitama